# 예셰이 짐바

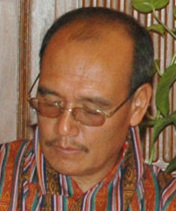

예셰이 짐바(Yeshey Zimba, 1952년 10월 10일 ~ )는 부탄의 정치인이다. 미국 위스콘신 대학교 매디슨 경제학과 석사 출신이며 2차례(2000년 7월 20일 ~ 2001년 8월 8일, 2004년 8월 18일 ~ 2005년 9월 5일)에 걸쳐 부탄의 총리를 역임했다. 이 기간 동안 각 목사는 1년 동안 교대로 의장직을 맡았다.
그는 노스 포인트 스쿨에서 고등학교를 마쳤고 노스 벵갈 대학교의 계열사인 다르질링의 세인트 조셉 칼리지에서 학사 학위를 받았다. 예쎼이는 나중에 위스콘신대학교 매디슨 캠퍼스에서 경제학 석사 학위를 받았다.
그는 1983년부터 1986년까지 부탄 왕립통화청(Royal Monetary Authority of Bhutan)의 전무이사, 1998년부터 2002년까지 의장을 역임했다. 그는 1998년 8월부터 2003년 7월까지 재무부 장관이었다.
짐바는 2008년 3월 총선거에 참여하기 위해 2007년 중반 사임할 때까지 통상 산업부 장관을 역임했다. 선거 후 그는 2008년 4월 11일 노동부 장관이 되었다.